# Stenalcidia perspectata
Stenalcidia perspectata är en fjärilsart som beskrevs av Walker 1862. Stenalcidia perspectata ingår i släktet Stenalcidia och familjen mätare. Inga underarter finns listade i Catalogue of Life.